# Condado de Lee (Iowa)
O Condado de Lee é um dos 99 condados do estado norte-americano do Iowa. Há duas cidades que são sede do condado: Fort Madison e Keokuk, o que o torna o único condado do Iowa com mais que uma cidade como sede. O condado tem uma área de 1395 km² (dos quais 55 km² estão cobertos por água), uma população de 38 052 habitantes, e uma densidade populacional de 28 hab/km² (segundo o censo nacional de 2000). O condado foi fundado em 1836 e recebeu o seu nome em homenagem ao general Robert E. Lee (1807–1870), comandante do Exército dos Estados Confederados na Guerra Civil Americana.